# 連邦軍司法
連邦軍司法（れんぽうぐんしほう、ドイツ語：Rechtspflege der Bundeswehr、略称：RPflegeBw）は、ドイツ連邦国防大臣の下で構成されるドイツ連邦軍の内部機構区分である軍隊、軍備範囲、国土防衛管理行政および従軍宗教職と並ぶ文民機構の一角。

## 概要
司法範囲の主要義務は防衛管理の任務域に属しその枠内で総監、司令官、指揮官および局長に対して全ての法的事項に関する助言をする責任を負っている。
防衛管理と軍隊の間にあって、司法範囲は特別な地位を有している。軍内業務拠点にあってはその構成員は司法職務資格を有する高位管理職の文民で成り立っている。また司法範囲については、2001年以降に軍内にて文民女性が完全な職務にあたることが公認されてからは、この範囲に女性が進出している。連邦軍司法には法務顧問、軍法関係の法律教員、国防懲戒弁護士および兵役裁判所の裁判官が属している。
約100人から成る法務顧問は連邦国防省の下で連邦軍高級幕僚および司令官（師団級指揮官より上位と定期的に）と協議をする。
連邦軍の教育において法的指導を与えるため、司法範囲からは民間人から成る約50人の法律専門家を大学校、士官学校および部隊学校に派遣している。
兵役裁判所の15人の裁判長は部隊規律や苦情問題について受け付けて通常、法律関係の対処と連邦軍法務顧問に就いている。ライプツィヒの最高管理法廷（BVerwG）の連邦軍懲戒弁護士部は最高管理法廷の規律と苦情評議会を担当し軍隊を守る。
出動した軍隊について法的な助言をすることも重要な任務である。この場合、司法範囲要員は軍人の身分で法務顧問の幕僚士官として派遣部隊および多国籍司令部で勤務する。このため通常、司法範囲要員は連邦軍文民機構の一角を構成しており、要員が予備役身分の場合では軍の召集命令によりこの状態が解除される。従って、連邦軍司法範囲は連邦共和国基本法第87条bに基づき国防管理部門に属しておらず、代わりに第87条に基づいて軍隊に従うとされる。